# АЭС Окони
АЭС Окони (англ. Oconee Nuclear Station) — действующая атомная электростанция на востоке США.
Станция расположена на берегу искусственного озера Кьюи в округе Окони штата Южная Каролина.

## Информация об энергоблоках
| Энергоблок | Тип реакторов     | Мощность | Мощность | Начало строительства | Физпуск    | Подключение к сети | Ввод в эксплуатацию | Закрытие |
| Энергоблок | Тип реакторов     | Чистый   | Брутто   | Начало строительства | Физпуск    | Подключение к сети | Ввод в эксплуатацию | Закрытие |
| ---------- | ----------------- | -------- | -------- | -------------------- | ---------- | ------------------ | ------------------- | -------- |
| Окони-1    | PWR, B&W (L-loop) | 846 МВт  | 891 МВт  | 06.11.1967           | 19.04.1973 | 06.05.1973         | 15.07.1973          | —        |
| Окони-2    | PWR, B&W (L-loop) | 848 МВт  | 891 МВт  | 06.11.1967           | 11.11.1973 | 05.12.1973         | 09.09.1974          | —        |
| Окони-3    | PWR, B&W (L-loop) | 859 МВт  | 900 МВт  | 06.11.1967           | 05.09.1974 | 18.09.1974         | 16.12.1974          | —        |